# Pearl (film, 2018)
Pour les articles homonymes, voir Pearl.
Pour plus de détails, voir Fiche technique et Distribution.
Pearl est un film dramatique franco-suisse réalisé par Elsa Amiel, sorti en 2018.

## Synopsis
Léa Pearl est sur le point de concourir pour le prestigieux titre de Miss Heaven. Mais son passé la rattrape quand son ex Ben débarque avec son fils de 6 ans qu'elle connaît à peine.

## Fiche technique
- Titre original : Pearl
- Réalisation : Elsa Amiel
- Scénario : Elsa Amiel et Laurent Larivière
- Décors : Valérie Rozanes
- Costumes : Yvett Rotscheid
- Photographie : Colin Lévêque
- Montage : Sylvie Lager et Caroline Detournay
- Musique : Fred Avril
- Supervision musicale : Pascal Mayer et Steve Bouyer
- Producteur : Bruno Nahon et Caroline Nataf
  - Coproducteur : Michel Merkt et Lionel Baier
- Production : Unité de production et Bande à Part Films
  - Coproduction : RTS
  - SOFICA : Cofinova 14, Indéfilms 6
- Distribution : Haut et Court et Bande à Part Films
- Pays d'origine :  France et  Suisse
- Langue originale : français
- Format : couleur
- Genre : Drame
- Durée : 80 minutes
- Dates de sortie :
  - Italie : 29 août 2018 (Venise)
  - Islande : 28 septembre 2018 (Reyjkavik)
  - Corée du Sud : 6 octobre 2018 (Busan)
  - France :
    - 20 octobre 2018 (Bordeaux)
    - 30 janvier 2019 (en salles)

## Distribution
- Julia Föry : Léa Pearl
- Peter Mullan : Al
- Arieh Worthalter : Ben
- Vidal Arzoni : Joseph
- Agata Buzek : Serena

## Production

### Tournage
Le tournage du film a lieu dans les villes françaises Lille et Dunkerque.

## Accueil

### Critiques
Le film reçoit des retours positifs de la part de la presse française.
« Si la culturiste doit renier une partie de sa féminité pour réussir, Pearl se révèle paradoxalement un beau portrait de femme » estime 20 Minutes, tandis que pour Sud Ouest « la mise en scène, étincelante, tout en trompe l’œil et perspectives fuyantes, passe des corps huilés, falsifiés, aux blessures intérieures à travers un récit haletant ».